# 17286 Bisei
17286 Bisei è un asteroide della fascia principale. Scoperto nel 2000, presenta un'orbita caratterizzata da un semiasse maggiore pari a 2,3388658 UA e da un'eccentricità di 0,1411041, inclinata di 5,97909° rispetto all'eclittica.